# Lophostemon lactifluus
Lophostemon lactifluus är en myrtenväxtart som först beskrevs av Ferdinand von Mueller, och fick sitt nu gällande namn av Peter G.Wilson och John Teast Waterhouse. Lophostemon lactifluus ingår i släktet Lophostemon och familjen myrtenväxter. Inga underarter finns listade i Catalogue of Life.